# Elmar Klos

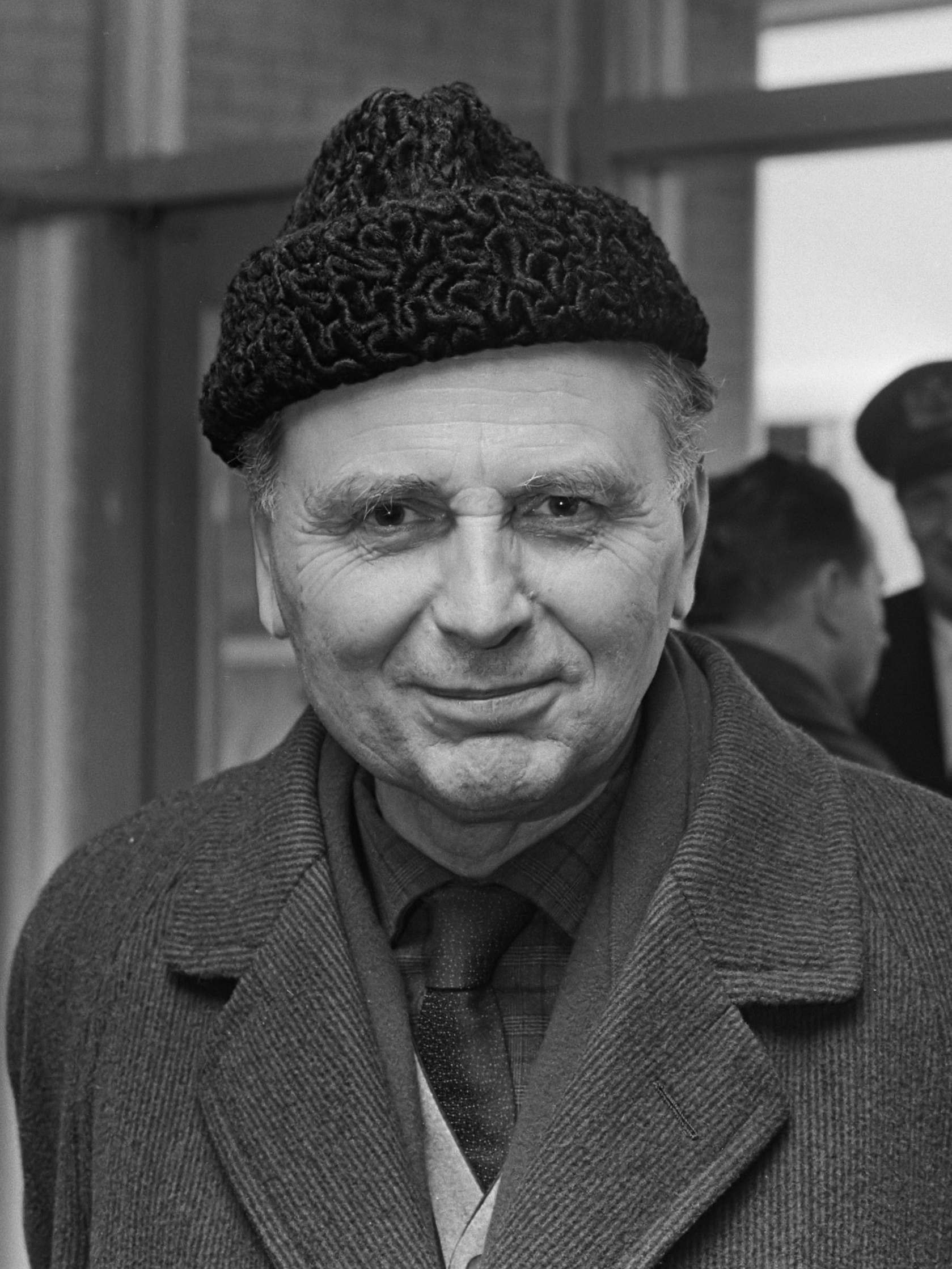
Elmar Klos (1966)

Elmar Klos (* 26. Januar 1910 in Brünn; † 19. Juli 1993 in Prag) war ein tschechischer Drehbuchautor und Filmregisseur. Zusammen mit Ján Kadár schuf er unter anderem den preisgekrönten Film Das Geschäft in der Hauptstraße.

## Leben und Wirken
Bereits als Gymnasiast verfasste Elmar Klos gemeinsam mit seinem Onkel Josef Skružný fünf Drehbücher für Filme des tschechischen Regisseurs Svatopluk Innemann. Dabei handelte es sich um drei Stummfilmkomödien mit Vlasta Burian in der Hauptrolle: Falešná kočička (1926), Lásky Kačenky Strnadové (1926) und Milenky starého kriminálníka (1927), sowie Tonfilme aus den Jahren 1932 und 1934.
Nach dem Abitur begann Klos ein Jurastudium an der Karls-Universität Prag, das er jedoch abbrach. Er arbeitete in verschiedenen Tätigkeitsfeldern der Filmbranche und trat in kleinen Filmrollen auf, unter anderem 1932 als Student in Innemanns Drama Vor der Matura. 1935 übernahm Klos die Leitung eines neu gegründeten Filmstudios des Konzerns Bata in Zlín und drehte dort bis Mitte der 40er Jahre Werbe- und Lehrfilme. 1935 heiratete er Anna Vopáiková, mit der er einen Sohn und eine Tochter bekam.
Während der Besetzung der Tschechoslowakei durch die Deutschen im Zweiten Weltkrieg war Klos an Vorbereitungen zur Verstaatlichung der tschechischen Filmindustrie beteiligt. Nach der Gründung des Nationalen Filmarchivs 1943 führte er mit Vladislav Vančura und Otakar Vávra entsprechende Planungen durch. Nach dem Krieg übernahm er verschiedene administrative Ämter, so leitete er unter anderem die Produktionsgesellschaft „Krátký film“ (Kurzfilme). Zu seinen Filmwerken dieser Zeit gehört das von Bořivoj Zeman inszenierte Drama Mrtvý mezi zivými, bei dem er als Drehbuchautor und Co-Produzent tätig war. Dabei handelte es sich um eine Verfilmung des Romans To levende og en død von Sigurd Christiansen. Ab 1948 arbeitete Klos als Produktionsleiter, Drehbuchautor und Regisseur für die Filmstudios Barrandov.
Um 1952 begann Klos' langjährige Kooperation mit dem slowakischen Filmregisseur und Drehbuchautor Ján Kadár. Sie entwickelten eine relativ feste Arbeitsaufteilung, bei der Kadár bevorzugt die Zusammenarbeit mit den Schauspielern während der Dreharbeiten übernahm, während Klos sich auf Filmvorbereitung und -nachbereitung konzentrierte. Im Gegensatz zu späteren Werken griffen Klos und Kadár in ihrem ersten Film, dem Thriller Die Entführung (1953), ein für stalinistische Propaganda typisches Handlungsschema auf. Darin entführt eine Gruppe von Gegnern des 1948 errichteten kommunistischen Regimes ein tschechoslowakisches Flugzeug nach München. Trotz aller Versuche des amerikanischen Geheimdienstes, die Insassen von einer Heimkehr abzuhalten, bleiben die meisten ihrem Land treu. Als zweite Produktion des Duos erschien 1955 ihre musikalische, satirische Komödie Musik vom Mars, die jedoch kaum Anklang fand. Zwei Jahre später folgte An der Endstation, ein unpolitischer Film, der episodenhaft von den Schicksalen einfacher Leute in einem Mietshaus erzählt. Dagegen übten Klos und Kadár mit ihrer märchenartigen Komödie Drei Wünsche (1958), einer Verfilmung des gleichnamigen Theaterstücks von Vratislav Blažek, indirekt Kritik an Missständen im sozialistischen Alltag. Der Film fiel der Zensur zum Opfer und kam erst 1963 in die Kinos. In diesem Jahr erschien auch ihre Literaturverfilmung Der Tod heißt Engelchen nach einem Roman von Ladislav Mňačko. Der realistische Kriegsfilm handelt von einem schwer verwundeten Partisanen, der sich in Rückblenden an seine Einsätze und die dabei erlebten Gräueltaten auf beiden Seiten erinnert. 1965 fand die Zusammenarbeit der beiden Filmschaffenden ihren Höhepunkt in dem Oscar-prämierten Film Das Geschäft in der Hauptstraße, der auf einer Erzählung von Ladislav Grosman basierte und zu den wenigen zeitgenössischen Filmen aus Zentraleuropa gehörte, die sich offen mit der Verfolgung der Juden während des Naziregimes auseinandersetzten. Auch der im gleichen Jahr erschienene Film Der Angeklagte, über den vor Gericht stehenden Direktor eines Elektrizitätswerks, der seinen Arbeitern überhöhte Prämien zahlt, um Parteivorgaben zu erfüllen, war ein Erfolg und wurde mit dem Hauptpreis des Internationalen Filmfestival Karlovy Vary ausgezeichnet. Mit ihren Werken gehörten Klos und Kadár nunmehr zu den bedeutendsten Vertretern der Tschechoslowakischen Neuen Welle, den „goldenen Jahren“ des tschechoslowakischen Kinos in den 1960ern.
1968 habilitierte Klos und lehrte bis 1971 Filmregie an der Film- und Fernsehfakultät der Akademie der Musischen Künste (FAMU). Nach der Niederschlagung des Prager Frühlings wurde er jedoch von der Partei, den Filmstudios Barrandov und der FAMU ausgeschlossen. Während Kádár in die USA emigrierte, blieb Klos in Prag und arbeitete in den 1970er und 1980er Jahren als Bauingenieur.
Ab 1990 konnte Klos wieder an der FAMU lehren. Er betätigte sich auch als Filmkritiker und schrieb Essays. Mit 83 Jahren starb er in Prag.

## Auszeichnungen (Auswahl)
- 1964: Kristallglobus auf dem Internationalen Filmfestival Karlovy Vary für Der Angeklagte
- 1966: Oscar in der Kategorie „Bester fremdsprachiger Film“ für Das Geschäft in der Hauptstraße
- 1966: New York Film Critics Circle Award in der Kategorie „Bester fremdsprachiger Film“ für Das Geschäft in der Hauptstraße

## Filmografie (Auswahl)
- 1926: Falešná kočička
- 1926: Lásky Kačenky Strnadové
- 1927: Milenky starého kriminálníka
- 1932: Vor der Matura (Pred maturitou)
- 1932: Senkýrka u divoké krásy
- 1934: Tri kroky od tela
- 1937: V dome strasí duch (Kurzfilm)
- 1937: Silnice zpivá (Kurzfilm)
- 1937: Kolem dokola (Kurzfilm)
- 1938: Pojdte s námi
- 1938: Historie fíkového listu
- 1938: Andrej Hlinka o sobe
- 1939: Ctyri lidé, jedna rec
- 1941: Chvála révy
- 1945: Tri knoflíky
- 1946: Dvakrát kaucuk
- 1947: Prazský hrad
- 1947: Mrtvý mezi zivými
- 1949: IX. Sjezd KSC
- 1953: Die Entführung (Únos)
- 1955: Musik vom Mars (Hudba z Marsu)
- 1956: Mladé dny (Dokumentarfilm)
- 1957: An der Endstation (Tam na konecne)
- 1958: Drei Wünsche (Tri prání)
- 1959: Die Probe geht weiter (Zkouska pokracuje)
- 1960: Laterna magika II
- 1963: Der Tod heißt Engelchen (Smrt si rika Engelchen)
- 1964: Der Angeklagte (Obžalovaný)
- 1965: Das Geschäft in der Hauptstraße (Obchod na korze)
- 1970: Touha zvaná Anada
- 1989: Bison (Bizon)